# فرودگاه ادمونتون/گارتنر
فرودگاه ادمونتون/گارتنر (به انگلیسی: Edmonton/Gartner Airport) یک فرودگاه خصوصی است که یک باند فرود چمن دارد و طول باند آن ۹۱۴ متر است. این فرودگاه در شهر ادمونتون کشور کانادا قرار دارد و در ارتفاع ۷۲۸ متری از سطح دریا واقع شده است.